# Coup de foudre
Coup de foudre, též Entre Nous je francouzský hraný film z roku 1983, který režírovala Diane Kurys podle životních osudů svých židovských rodičů – ruských imigrantů v internačním táboře Rivesaltes. Snímek měl světovou premiéru 6. dubna 1983.

## Děj
Příběh popisuje setkání po druhé světové válce a následné přátelství mezi dvěma ženami, které jsou protiklady, jedna je umělkyně, druhá konformní maloměšťačka.

## Obsazení
| Isabelle Huppertová  | Léna Weber        |
| Miou-Miou            | Madeleine         |
| Guy Marchand         | Michel Korski     |
| Jean-Pierre Bacri    | Costa Segara      |
| Robin Renucci        | Raymond           |
| Patrick Bauchau      | Carlier           |
| Jacques Alric        | pan Vernier       |
| Christine Pascal     | Sarah             |
| François Cluzet      | voják ve vlaku    |
| Dominique Lavanant   | módní ohlašovatel |
| Jacqueline Doyen     | paní Vernierová   |
| Jean-Claude de Goros | šéf kabaretu      |
| Denis Lavant         | voják ve vlaku    |

## Ocenění
- César: nominace v kategoriích nejlepší herečka (Miou-Miou), nejlepší film,  nejlepší herec ve vedlejší roli (Guy Marchand), nejlepší původní scénář (Diane Kurys a Alain Le Henry)
- Oscar: nominace na nejlepší cizojazyčný film
- Filmový festival v San Sebastianu: Zlatá mušle